# 新庄子 (雲林縣二崙鄉)
新庄子，原寫為新庄仔，是台灣雲林縣二崙鄉的一個傳統地域名稱，位於該鄉東北部。相較於今日行政區，其範圍大致包括義庄村的西南半部、大華村、楊賢村、港後村東南半葉的東北部，以及彰化縣竹塘鄉的溪墘村西南端、內新村東南端。

## 歷史
台灣清治末期至日治初期，新庄子地區為一街庄，稱為「新庄仔庄」，隸屬於西螺堡。該庄北隔濁水溪與內新厝庄、下溪墘庄、番仔藔庄為界，東與埔心庄為鄰，南邊東段及中段為永定厝庄，南邊西段及西邊為港後庄。。
1901年（日治明治三十四年）11月，全台廢縣廳改設二十廳，該庄隸屬於斗六廳。1903年（明治三十六年）6月，該庄編入「新社區」，隸屬於斗六廳。1909年（明治四十二年）10月，合併二十廳為十二廳，新社區改隸屬於嘉義廳。1920年（大正九年），全台地方制度大改正，廢十二廳改設五州二廳，該庄改制並雅化為「新庄子」大字，隸屬於臺南州虎尾郡二崙庄。
戰後二崙庄改制為二崙鄉，隸屬於臺南縣，大字亦改制為村。1950年10月，雲、嘉、南分治，二崙鄉改隸屬雲林縣。

## 聚落
本地區發展較早的聚落為北園（義庄）、新庄仔（楊賢）、大北園等，在日治期初期的官方地圖上已有記載。此外，本地區尚有田頭、竹圍仔、巫久厝等聚落。

## 交通
省道台19線又稱「中央公路」，是彰化至台南永康的幹道，大致以北微東—南微西走向轉東北—西南走向經過新庄子地區西部邊界地帶北段及中段。由該道路向北微東過濁水溪自強大橋可前往竹塘、埤頭、溪湖、埔鹽等地，向西南可前往崙背、土庫西北端、褒忠、元長等地。
縣道154號（港後路、永定路）是麥寮鄉六輕廠至林內鄉的道路，也是雲林縣最北側的橫貫縣道，大致以西微南—東微北走向蜿蜒經過本地區南部邊界外不遠處。由該道路向西微南可前往崙背中北部、麥寮的六輕廠等地；向東微北可前往西螺、莿桐中北部、林內等地。
縣道154甲線是埔心至崙背的道路，其北側端點（起點）位於本地區東南部邊界外不遠處的縣道154號大彎道路口（埔心聚落西南郊）。由此向西南可前往社口西部、社口與永定厝交界地帶、二崙、惠來厝中南部、羅厝中北部、崙背並止於縣道156號路口。
鄉道雲19線是四番地至廍子的道路，其北側端點（起點）位於本地區西部邊界中央略偏南的省道台19線轉角路口（港後地區四番地聚落東郊）。由此向南微西轉南南西沿邊界而行，於本地區西南角出境後可前往港後地區的荷苞嶼聚落、油車、大義崙地區中部並止於該地區南部的鄉道雲27-1線路口（惠來厝地區廍子聚落西北郊）。
鄉道雲24線（楊賢路、無名道路）是楊賢至西螺的道路，其西側端點（起點）位於本地區西部邊界中央略偏北處外緣省道台19線路口（楊賢聚落西郊）。由此向東微北入境後，至楊賢聚落轉東微南再轉南微東再轉東微南，經鄉道雲24-1線起點路口、義賢國小後轉東北微北，至義庄聚落西側經鄉道雲25線起點路口轉東北東蜿蜒而行，其後轉東南微東出聚落直行，其後轉南南東再轉東南東以至於本地區東部邊界偏北側出境，可前往埔心北部、西螺市區北側並止於縣道145號路口（西螺大橋南側橋頭）。
鄉道雲24-1線是楊賢至義莊的道路，全線位於本地區境內，其西側端點（起點）位於本地區中部偏西北的鄉道雲24線路口（楊賢社區活動中心旁）。由此向南南東直行，至竹圍仔聚落轉東南東，至鄉道雲25線路口轉南與其共線約30公尺，至路口轉東獨行，至第三個十字路口轉北微東，至路底止於鄉道雲24線另一路口（義庄聚落東南東郊）。
鄉道雲25線是義莊至永定厝的道路，其北側端點（起點）位於本地區中部偏東北的義庄聚落西側鄉道雲24線轉角路口。由此向南微西出聚落後直行，至大北園聚落轉南南西蜿蜒而行，再轉西南出聚落，出境後可前往永定厝並止於鄉道雲26線路口。
鄉道雲26線是荷苞嶼至永定厝的道路，其西側端點（起點）位於本地區西南角南南西側港後地區荷苞嶼聚落中央偏西的鄉道雲19線路口。由此向東南東轉東南微東出聚落後，轉東南到達本地區南部與永定厝地區的邊界後，大致沿邊界而行並沿邊界線轉東再轉東北東，其後轉東南東出境，經鄉道雲25線終點路口可前往永定厝聚落並止於縣道154號路口。
鄉道雲28-2線是安定（頂茄塘）至埔心的道路，大致以南微東—北微西走向到達本地區東南角後，沿本地區東部部邊而行，至溝仔墘聚落轉東微北再轉東沿邊界而行，其後因邊界線北移而出境。由該道路向南微東沿埔心與永定厝交界地帶經縣道154號路口可前往頂茄塘聚落東北側並止於鄉道雲28-1線路口；向東轉南再轉東南東出聚落轉東北東經高鐵高架橋下後可前往埔心並止於縣道154號舊線（埔心路）路口。

## 學校
- 義賢國小